# Dufour 34
Le Dufour 34 est un voilier de course / croisière dessiné par les architectes naval Patrick Roséo et Umberto Felci et construit entre  2003 et 2011 aux chantiers Dufour Yachts, à La Rochelle (Charente-Maritime).

## Historique
En 2003, le Dufour 34 est né de la collaboration entre les architectes navals Umberto Felci et Patrick Roséo,,,. Cette association a vu la création de la gamme Performance en 2002 et de la gamme Grand Large en 2003.   
Le Dufour 34 est construit en deux versions de lest : standard 1,42 mètre et grand tirant d'eau 1,92 mètre en plomb. 
- Il a été élu bateau européen de l'année dès sa sortie en 2003[3].
- Description Dufour 34 (version 2003)

## Évolution Dufour 34 E (commercialisé de 2009 à 2011)
Ce modèle de bateau est rebaptisé Dufour 34 E (E pour évolution) en 2009, avec un nouveau cockpit (ouvert), une nouvelle quille à bulbe, un nouveau mât, un nouvel intérieur, etc..

## Compétition
- Transquadra Duo Barcelone 2017 : Kimbe Red (Louis-christian Derussy Anne Derussy)[6]

## Caractéristiques techniques
Longueur de flottaison: 9,28m
Largeur : 3,48m
Tirant d’eau : 1,90m ou 1,50m
Poids : 5700kg
Lest : 1750kg
Surface de voiles : 61m²
Catégorie: A
Motorisation : 20ch
Cabines: 2
Hauteur sous barrot: 1,90m